# Unia Oświęcim (hokej na lodzie)
Klub Sportowy Unia Oświęcim – polski klub hokejowy z siedzibą w Oświęcimiu, występujący w rozgrywkach Polskiej Hokej Ligi. Został założony w 1957 roku jako „KS Unia Oświęcim” i pod tą nazwą działał do 1999 roku jako jedna z sekcji wielosekcyjnej Unii Oświęcim. Następnie klub przekształcono w sportową spółkę akcyjną, a do nazwy dodano człon „Dwory” sponsora klubu. W 2006 roku powołano Towarzystwo Hokejowe Unia, a od 2009 do 2014 roku w nazwie umieszczono sponsora firmę Aksam. Do II ligi po raz pierwszy awansował w 1967 roku, a do I ligi w 1970 roku. W latach 1991–2008 nieprzerwanie występował w najwyższej klasie rozgrywkowej. Jeden z najbardziej utytułowanych polskich klubów hokejowych. Dziewięciokrotnie zdobywał tytuł mistrza Polski oraz dziesięciokrotnie zajmował miejsca na podium. Dwukrotnie sięgał po Puchar Polski, a trzy razy grał w finale tych rozgrywek.

## Historia
Chronologia nazw klubu
- KS Unia Oświęcim (1957–1999)
- Dwory S.A. Unia Oświęcim S.S.A. (1999–2006)
- TH Unia Oświęcim (2006–2009)
- Aksam Unia Oświęcim (2009–2014[1])
- TH Unia Oświęcim (2014-2015)
- KS Unia Oświęcim (2016-2019)
- Re-Plast Unia Oświęcim (2019-2022)
- Tauron Re-Plast Unia Oświęcim (2022-2023)[2]
- Re-Plast Unia Oświęcim (2023-2025)[3]

### Założenie klubu

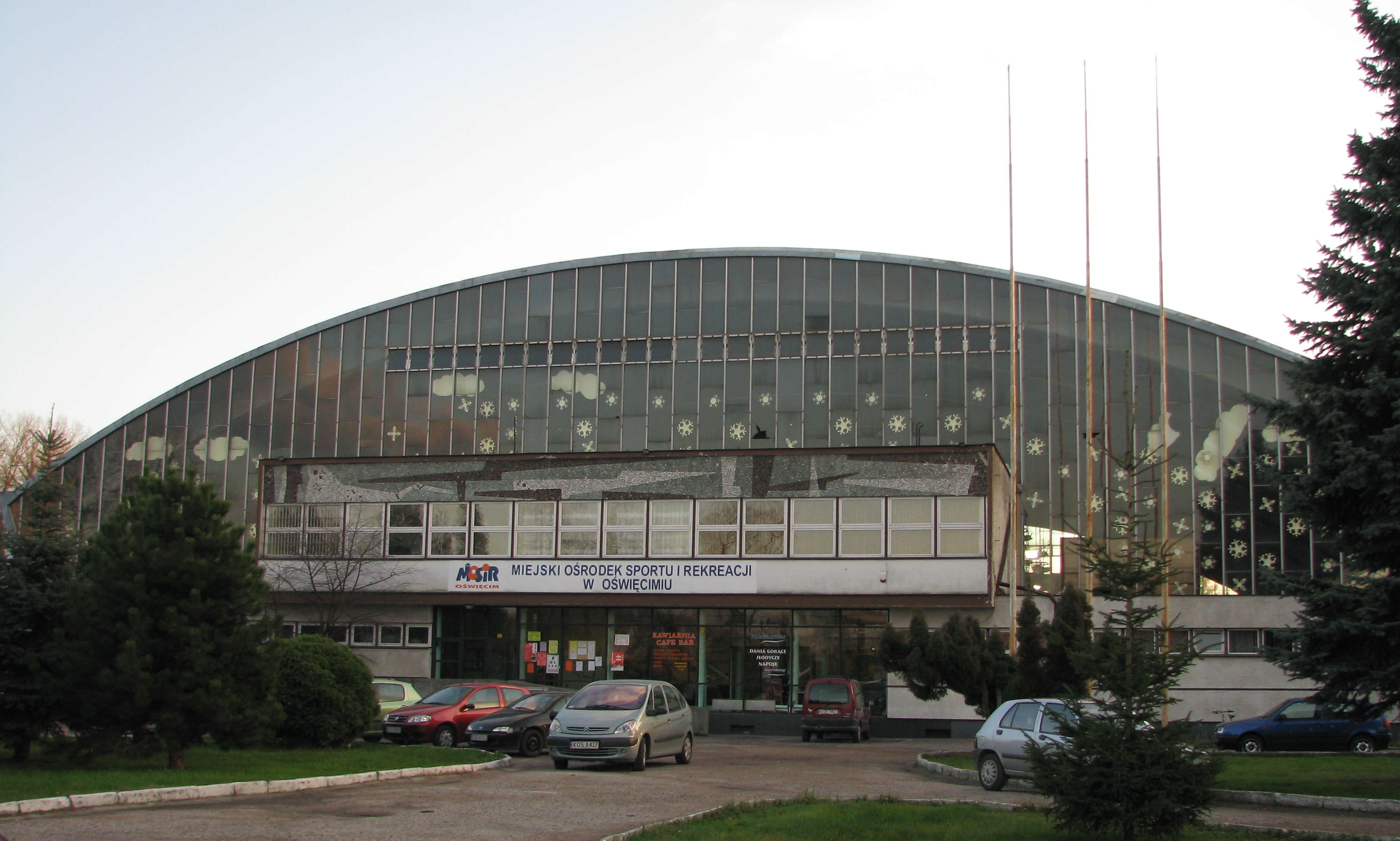
Hala Lodowa MOSiR w Oświęcimiu, w której swoje mecze rozgrywa Unia Oświęcim

Sekcja hokeja na lodzie Unii Oświęcim została założona w 1957 r. z inicjatywy byłego piłkarza i hokeisty Lechii 06 Mysłowice Józefa Korczyka, który został również jej pierwszym trenerem. Drużynę utworzyli byli hokeiści LZS Brzezinka, a trenowali i rozgrywali mecze ligowe na wybudowanym w 1958 r. naturalnym lodowisku. Zespół Unii występował w lidze okręgowej krakowskiej, w której w 1963 r. zajął 3. miejsce. W tym samym sezonie juniorzy zdobyli wicemistrzostwo okręgu. Przed sezonem 1963/1964 na stanowisku trenera Korczyka zastąpił Dagomir Bogdoł. Sytuacja hokeistów poprawiła się w grudniu 1964 r., kiedy to do użytku zostało oddane sztuczne lodowisko MOSiR. W sezonie 1964/1965 Unia występowała w rozgrywkach ligi okręgowej krakowsko-rzeszowskiej, w połowie lutego 1965 roku zajmowała w tabeli ostatnie, ósme miejsce. W 1967 r. drużyna prowadzona przez Władysława Olszewskiego zwyciężyła w mistrzostwach okręgu wyprzedzając Cracovię oraz Olszę Kraków.

### Awans na szczebel centralny
Przed rozpoczęciem sezonu 1967/1968 zreorganizowano rozgrywki III ligi. Kluby zostały podzielone na kilka grup, których zwycięzcy rywalizowali w turnieju barażowym o awans do II ligi. Drużyna występowała w lidze międzywojewódzkiej krakowsko-rzeszowskiej. Unię wzmocnili trzej bracia Kajzerkowie, a szkoleniowcem został Walter Bala. Dzięki tym wzmocnieniom klub zajął pierwsze miejsce w grupie i w marcu 1968 r. rywalizował w turnieju o awans do II ligi. Drużyna w czterech rozegranych meczach odniosła dwa zwycięstwa oraz zanotowała dwa remisy zdobywając sześć punktów. Pozwoliło to na wyprzedzenie Zagłębia Sosnowiec i Startu Opole i awans na szczebel centralny. Drużynę w debiucie na szczeblu centralnym poprowadził nowy szkoleniowiec pochodzący z Czechosłowacji Václav Prchal. Oświęcimianie zostali przydzieleni do sześciozespołowej grupy południowej, którą wygrali zdobywając 26 punktów. Pozwoliło im to rywalizować w turnieju barażowym o awans do I ligi. Turniej ostatecznie wygrała drużyna ŁKS Łódź, a Unia zajęła drugie miejsce. W kolejnym sezonie zniesiony został podział na grupy. Unia wygrała rozgrywki zdobywając w 36 meczach 58 punktów i po raz pierwszy uzyskała awans do Ekstraligi. Wyróżniającym się zawodnikiem w lidze był Marian Kajzerek, dzięki czemu otrzymał powołanie do Reprezentacji Polski na Mistrzostwa Świata w Szwecji. Z kolei Jan Madeksza oraz Andrzej Liput wystąpili w kadrze młodzieżowej.

### Lata 70.
Debiutującą w najwyższej klasie rozgrywkowej Unię poprowadził nowy trener, pochodzący również z Czechosłowacji František Voříšek. Drużyna grała słabo i zajęła ostatnie 10. miejsce w tabli z dorobkiem 18 punktów. Najskuteczniejszym zawodnikiem w zespole był Marian Kajzerek, który uzyskał 43 punkty w klasyfikacji kanadyjskiej za 26 bramek i 17 asyst. Ostatnie miejsce w tabeli oznaczało spadek do II ligi, jednak PZHL podjął decyzję o rozszerzeniu ligi w następnym sezonie dzięki czemu Unia utrzymała się w lidze. Kolejny sezon był jeszcze słabszy niż poprzedni. Klub ponownie zajął ostatnie 11. miejsce w tabeli uzyskując 11 punktów. Miał również najsłabszy bilans bramkowy -119. Tym razem Unia spadła do II ligi, a wielu podstawowych hokeistów odeszło z klubu.
W sezonie 1972/1973 Unia o awans do I ligi rywalizowała z Zagłębiem Sosnowiec. Premiowane było tylko jedno miejsce. Ostatecznie to Zagłębie wygrało rozgrywki, a Unia zajęła drugie miejsce tracąc do zwycięzcy sześć punktów. Przed startem nowego sezonu z drużyny odeszli bracia Kajzerkowie i Mrowcowie. Pomimo osłabień kadrowych zespół wygrał rozgrywki w grupie południowej i wspólnie ze zwycięzcą grupy północnej Legią Warszawa awansował po raz drugi do I ligi. Po zakończeniu sezonu z klubu odszedł trener Vořišek, a zastąpił go Jerzy Mruk. Sezon 1974/1975 był najsłabszym w wykonaniu oświęcimian, którzy zajęli ostatnie miejsce w tabeli zdobywając tylko 5 punktów i tracąc 243 bramki i po raz trzeci spadli z ligi. Po nieudanym sezonie doszło do zmiany szkoleniowca, którym został mianowany Czesław Borowicz.
W kolejnej edycji II ligi Unia występowała w ośmiozespołowej grupie południowej, w której zajęła drugie miejsce tracąc do Stali Sanok cztery punkty. Osiągnięta pozycja premiowała oświęcimian do udziału w barażach o awans do I ligi. W turnieju wzięły udział dwie najsłabsze drużyny z Ekstraligi Legia i KTH Krynica oraz Pomorzanin Toruń, który zajął drugie miejsce w grupie północnej. Ostatecznie najlepsze okazały się drużyny z Warszawy i Torunia, i to one zagrały w następnym sezonie w I lidze. W sezonie 1976/1977 Unia występowała w grupie północnej, którą wygrała z dorobkiem 56 punktów. Zgodnie z regulaminem o awans do I ligi klub rywalizował ze zwycięzcą grupy południowej Cracovią. W czterech rozegranych spotkaniach raz wygrała Unia 8:2, dwa razy Cracovia 6:4 i 4:3, a raz był remis 4:4. Ostatecznie awans wywalczył zespół z Krakowa. W kolejnym sezonie Unia ukończyła rozgrywki na trzecim miejscu w grupie południowej i nie uzyskała awansu do turnieju barażowego. Po tym sezonie z klubu odszedł trener Borowicz. Nowym szkoleniowcem został mianowany Marian Syryński. W edycji 1978/1979 zniesiony został podział na grupy, a w lidze grało 10 zespołów. Unia zajęła czwarte miejsce w tabeli z dorobkiem 40 punktów.

### Lata 80.
Przed rozpoczęciem nowego sezonu drużynę objął trener Zdzisław Masełko. Unia jednak nie osiągała dobrych wyników i Masełko został zastąpiony przez duet Jan Bryniczka oraz Ryszard Puchajda. Wyniki zespołu nadal były słabe i ostatecznie Unia z 27 punktami zajęła ósme miejsce w lidze. W kolejnym sezonie w II lidze trenerem ponownie został mianowany Syryński. Przyjście nowego trenera niewiele zmieniło w grze drużyny, która zajęła ostatnie 10. miejsce w tabeli. Przed spadkiem do niższej klasy rozgrywkowej klub uchroniło rozwiązanie sekcji hokejowej Legii Warszawa - spadkowicza z I ligi. Sezon 1981/1982 podobnie jak poprzedni rozpoczął się od zmiany szkoleniowca, którym został Józef Sięka. Jeszcze w trakcie rozgrywek zastąpił go Grzegorz Chruściński. Liga została podzielona na dwie grupy. Unia grała w grupie I, gdzie zajęła drugie miejsce za Stalą Sanok, mając jednak identyczną liczbę punktów. Zgodnie z regulaminem rozgrywek mistrz II ligi został wyłoniony w turniejach. Brały w nich udział po dwie najlepsze drużyny z każdej z grup. Ostatecznie Unia zajęła ostatnie czwarte miejsce, a do I ligi awansował Stoczniowiec Gdańsk.
W kolejnym sezonie drużynę Unii prowadziła dwójka szkoleniowców Stanisław Lipkowski i Ryszard Puchajda. Klub występował w grupie I, w której zajął drugie miejsce tracąc do lidera GKS Jastrzębie dwa punkty. Miejsce to gwarantowało udział w turnieju barażowym o awans do I ligi. Zespół Unii ostatecznie zwyciężył w rywalizacji z Pomorzaninem Toruń, GKS Jastrzębie oraz Zniczem Pruszków i po raz trzeci trafił do ekstraligi. W sezonie 1983/1984 po raz pierwszy został wprowadzony nowy system wyłaniania mistrza Polski. Zamiast dotychczas przyznawanego tytułu dla najlepszej drużyny rundy zasadniczej, wprowadzono system play-off. Unia prowadzona przez Roberta Góralczyka ukończyła rozgrywki na ósmym miejscu i w ćwierćfinale zagrała z liderem Polonią Bytom. W pierwszym meczu Bytomianie wygrali 11:0, a w rewanżu 6:1 i awansowali do półfinału. Unia w meczu o miejsca 5-8 dwukrotnie przegrała z Naprzodem Janów 8:1 i 8:5. Ostatnie spotkania w sezonie klub rozegrał z ŁKS Łódź rywalizując o siódme miejsce. Pierwszy mecz wygrała Unia 6:2, a dwa kolejne łodzianie 7:3 i 7:1. Ostatecznie zespół zajął ósme miejsce w lidze. Najskuteczniejszym zawodnikiem w drużynie był Jerzy Kotyla, który zgromadził 39 punktów w klasyfikacji kanadyjskiej za 25 bramek i 14 asyst. Po zakończeniu sezonu, 18 maja 1984 roku doszło do tragicznego wypadku samochodowego, w którym zginął trener Góralczyk.
Przed startem ligi na stanowisku pierwszego trenera został zatrudniony Kazimierz Małysiak. Zespół na początku rozgrywek grał słabo i wkrótce Małysiaka zastąpił Stanisław Lipkowski, dla którego był to powrót do Oświęcimia po dwóch latach. Zmiana ta nie poprawiła sytuacji w tabeli. Hokeiści Unii wygrali tylko 7 meczów, 2 zremisowali, a przegrali w 21. Ostatecznie zajęli ostatnie dziesiąte miejsce w tabeli rundy zasadniczej. W meczu o miejsce dziewiąte Unia przegrała z GKS Katowice 6:0, 9:2 i spadła do II ligi. Nieudany poprzedni sezon zaowocował zmianą trenera, którym został Ryszard Borzęcki. W sezonie II ligi 1985/1986 klub występował w Grupie Południowej i rozgrywki zakończył na pierwszym miejscu z dorobkiem 44 punktów i 216 bramek strzelonych. Zgodnie z regulaminem rozgrywek nastąpiła faza play-off, w której Unia w półfinale pokonała drugą drużynę Grupy Północnej, Pomorzanina Toruń wygrywając trzy spotkania 4:1, 9:4, 7:4 oraz jedno remisując 4:4. W finale oświęcimianie rywalizowali z Polonią Bydgoszcz. Pierwsze dwa spotkania w Oświęcimiu wygrała Polonia 0:3 i 3:5, następnie w Bydgoszczy w trzecim spotkaniu górą była Unia, zwyciężając 6:2, jednak w ostatnim pojedynku Polonia triumfowała 3:1, tym samym uzyskując awans do I ligi. W sezonie 1986/1987 rozgrywki II ligi zostały podzielone na trzy pięciozespołowe grupy: I, II i III. Unia grała w Grupie I Centralnej, gdzie o pierwsze miejsce rywalizowała z Pomorzaninem Toruń. Ostatecznie to oświęcimianie uzyskując jeden punkt więcej wygrali grupę i z pierwszego miejsca awansowali do play-off. W półfinale dwukrotnie pokonali GKS Jastrzębie 12:5 i 8:4. W spotkaniach finałowych Unia dwa razy wygrała z Pomorzaninem w identycznym stosunku bramkowym 6:4 i 6:4, dzięki czemu po raz czwarty awansowała do I ligi.
Podobnie jak w poprzednich latach po awansie do ekstraklasy, również w 1988 roku Unia grała słabo. Nie udało jej się zająć miejsca w pierwszej szóstce gwarantującego start w play-off. Klub trafił do grupy słabszej razem z GKS Katowice, ŁKS Łódź i Cracovią. Drużyny walczyły o miejsca 7-8 dające prawo gry w play-off, ale również o utrzymanie w lidze. Unia zajęła drugie miejsce i w ćwierćfinale trafiła na mistrza sezonu zasadniczego Polonię Bytom. W serii do dwóch zwycięstw zwyciężyła Polonia wygrywając pierwszy mecz 12:2, a drugi 7:2. W spotkaniach o miejsca 5-8 rywalem było Podhale Nowy Targ. Unia dobrze rozpoczęła serię wygrywając pierwszy pojedynek 6:3, jednak w dwa kolejne mecze zakończyły się zwycięstwem nowotarżan 5:3 i 9:1. Ostatnie spotkania Unia rozegrała ze Stoczniowcem Gdańsk rywalizując o miejsce siódme. Po czterech spotkaniach był remis 2:2, jednak dzięki lepszemu bilansowi bramkowemu, to oświęcimianie zajęli siódme miejsce. Był to duży sukces beniaminka, ponieważ zazwyczaj kluby, które awansowały do I ligi po roku z niej spadały.
Po trzech latach pracy z klubu odszedł trener Ryszard Borzęcki, a zastąpił go Mieczysław Nahuńko. Podobnie jak w poprzednim sezonie Unia nie zdołała zakwalifikować się do grupy silniejszej. Drużynie nie udało się również zająć jednego z miejsc dających możliwość gry w play-offach. Ostatecznie klub uplasował się na ostatnim 10. miejscu w tabeli z dorobkiem 16 punktów. Ostatnie spotkania drużyna rozegrała z Towimorem Toruń rywalizując o utrzymanie. Pierwszy mecz wygrali torunianie 6:4, a w drugim był remis 3:3. W serii rzutów karnych lepsi byli rywale, którzy zdobyli cztery gole nie tracąc żadnego. Unia została zdegradowana do II ligi. Drużyna przygotowywała się do rozgrywek na niższym szczeblu, ale przed startem nowego sezonu z gry wycofała się drużyna Polonii Bydgoszcz, premiowana awansem z II ligi. PZHL podjął decyzję, że o zwolnione miejsce w I lidze zagrają spadkowicz z ligi Unia Oświęcim z ŁKS Łódź, który zajął drugie miejsce w II lidze. Pierwszy mecz barażowy został rozegrany 9 października 1989 roku w Łodzi. Unia wygrała go 9:3, a dwa dni później w Oświęcimiu również zwyciężyła tym razem 13:0. Dzięki tym zwycięstwom klub zachował miejsce w ekstralidze.

### Lata 90.
Przed startem sezonu 1989/1990 pierwszym trenerem zespołu został Stanisław Małkow. Dotychczasowy szkoleniowiec Mieczysław Nahuńko został jego asystentem. Drużyna po pierwszej rundzie rozgrywek ligowych zajęła siódme miejsce. W 18 meczach uzyskała 14 punktów, z czego większość na własnym lodowisku. Na wyjeździe wygrała dwa spotkania z Cracovią i Stoczniowcem. W drugiej rundzie klub występował w grupie słabszej, zajmując po 30 meczach trzecie miejsce z dorobkiem 24 punktów. Drużyna rozegrała mecz o utrzymanie w lidze ze Stoczniowcem Gdańsk, który wygrała 12:0. Od sezonu 1990/1991 rozpoczęła się tzw. „złota era Unii”. Przez 15 kolejnych lat aż do sezonu 2004/2005 drużyna z Oświęcimia grała w finale mistrzostw Polski - zwyciężając ośmiokrotnie. Pierwszy w historii tytuł mistrza Polski Unia zdobyła w sezonie 1991/1992, pokonując w ostatnim meczu 31 marca 1992 Naprzód Janów.

## Sukcesy

### Krajowe
- Mistrzostwa Polski:
  - 1 miejsce (9): 1992, 1998, 1999, 2000, 2001, 2002, 2003, 2004, 2024
  - 2 miejsce (9): 1991, 1993, 1994, 1995, 1996, 1997, 2005, 2020[16], 2022
  - 3 miejsce (3): 2011, 2012, 2023
- II liga
  - 1 miejsce (4): 1970, 1983, 1987, 2009
  - 2 miejsce (5): 1969, 1973, 1974, 1977, 1986
- Puchar Polski:
  - Zdobywca (2): 2000, 2002
  - Finalista (6): 2004, 2010, 2011, 2019, 2021, 2022
- Superpuchar Polski:
  - Zdobywca (1): 2024
  - Pretendent (1): 2021

### Międzynarodowe
- Puchar Europy:
  - Turniej finałowy (1): 1992

## Poszczególne sezony
- 1957: Powstanie klubu
- 1958: Liga okręgowa krakowska: ? miejsce
- 1959: Liga okręgowa krakowska: ? miejsce
- 1960: Liga okręgowa krakowska: ? miejsce
- 1961: Liga okręgowa krakowska: ? miejsce
- 1962: Liga okręgowa krakowska: ? miejsce
- 1963: Liga okręgowa krakowska: 3. miejsce
- 1964: Liga okręgowa krakowska: ? miejsce
- 1965: Liga okręgowa krakowsko-rzeszowska: ? miejsce
- 1966: Liga okręgowa krakowska: ? miejsce
- 1967: Liga okręgowa krakowska: 1. miejsce
- 1968: 1. miejsce w III lidze awans
- 1969: 2. miejsce w II lidze
- 1970: 1. miejsce w II lidze awans
- 1971: 10. miejsce w I lidze
- 1972: 11. miejsce w I lidze spadek
- 1973: 2. miejsce w II lidze
- 1974: 1. miejsce w II lidze gr. Południe awans
- 1975: 10. miejsce w I lidze spadek
- 1976: 2. miejsce w II lidze gr. Południe
- 1977: 1. miejsce w II lidze gr. Północ
- 1978: 3. miejsce w II lidze gr. Południe
- 1979: 4. miejsce w II lidze
- 1980: 8. miejsce w II lidze
- 1981: 10. miejsce w II lidze
- 1982: 2. miejsce w II lidze gr. I
- 1983: 2. miejsce w II lidze gr. I awans
- 1984: 8. miejsce w I lidze
- 1985: 10. miejsce w I lidze spadek
- 1986: 1. miejsce w II lidze gr. Południe, 2. miejsce w play-off
- 1987: 1. miejsce w II lidze gr. Centralnej I, 1. miejsce w play-off, awans
- 1988: 7. miejsce w I lidze
- 1989: 10. miejsce w I lidze
- 1990: 9. miejsce w I lidze
- 1991: 2. miejsce w I lidze
- 1992: Mistrzostwo Polski
- 1993: 2. miejsce w I lidze
- 1994: 2. miejsce w I lidze
- 1995: 2. miejsce w I lidze
- 1996: 2. miejsce w I lidze
- 1997: 2. miejsce w I lidze
- 1998: Mistrzostwo Polski
- 1999: Mistrzostwo Polski
- 2000: Mistrzostwo Polski[a], Puchar Polski
- 2001: Mistrzostwo Polski, półfinał Pucharu Polski
- 2002: Mistrzostwo Polski, Puchar Polski
- 2003: Mistrzostwo Polski, półfinał Pucharu Polski
- 2004: Mistrzostwo Polski, finał Pucharu Polski
- 2005: 2. miejsce w PLH, półfinał Pucharu Polski
- 2006: 4. miejsce w PLH, półfinał Pucharu Polski
- 2007: 7. miejsce w PLH
- 2008: 10. miejsce w PLH spadek
- 2009: 1. miejsce w I lidze awans, I runda Pucharu Polski
- 2010: 6. miejsce w PLH, finał Pucharu Polski
- 2011: 3. miejsce w PLH, finał Pucharu Polski
- 2012: 3. miejsce w PLH, ćwierćfinał Pucharu Polski
- 2013: 6. miejsce w PLH
- 2014: 4. miejsce w PHL
- 2015: 6. miejsce w PHL
- 2016: 6. miejsce w PHL
- 2017: 7. miejsce w PHL
- 2018: 6. miejsce w PHL
- 2019: 6. miejsce w PHL
- 2020: 2. miejsce w PHL
- 2021: 6. miejsce w PHL, finał Pucharu Polski
- 2022: 2. miejsce w PHL
- 2023: 3. miejsce w PHL, III runda Pucharu Kontynentalnego
- 2024: Mistrzostwo Polski

## Unia w rozgrywkach

### Puchar Polski
Unia Oświęcim wystąpiła w jedenastu edycjach Pucharu Polski. Dwukrotnie zdobywała to trofeum w latach 2000 i 2002, natomiast trzykrotnie przegrała spotkania finałowe w latach 2004, 2010 i 2011. Łącznie rozegrała 40 spotkań, z których 25 wygrała, 2 zremisowała oraz 13 przegrała. Klub ostatni raz brał udział w rozgrywkach w 2012 roku.
| Mecze | Zwycięstwa | Remisy | Porażki |
| ----- | ---------- | ------ | ------- |
| 40    | 25         | 2      | 13      |

### Europejskie puchary
Dotychczas Unia Oświęcim rozegrała 51 meczów w europejskich pucharach. Bilans spotkań – z 28 zwycięstwami i 18 porażkami – jest korzystny. Największym sukcesem klubu był udział w turnieju finałowym Pucharu Europy w sezonie 1992/1993. Unia uczestniczyła również w rozgrywkach Pucharu Federacji i Pucharu Kontynentalnego.
| Mecze | Zwycięstwa | Remisy | Porażki |
| ----- | ---------- | ------ | ------- |
| 51    | 28         | 5      | 18      |

## Szkoleniowcy
W przeszłości dwukrotnie trenerem Unii był pochodzący z Rosji Stanisław Małkow (1990-1994 jako I trener oraz jako asystent i szkoleniowiec juniorów), Zbyněk Neuvirth (1994-1996) Andriej Sidorienko (1996-2000 i 2004-2005), pod wodzą których klub odnosił znaczące sukcesy, w tym pierwsze i kolejne tytuły mistrza Polski. Czeskimi trenerami Unii byli Pavel Soudský, (2000-2001), František Výborný (od 2001), dwukrotnie Karel Suchánek (2001-2004). Od 2011 do 2012 trenerem był Szwed Charles Franzén. W sezonie 2012/2013 trenerem zespołu był Tomasz Piątek. Od marca 2013 roku nowym szkoleniowcem jest Jewgienij Lebiediew. Został zwolniony po dwóch kolejkach sezonu 2013/2014, a jego miejsce zajął Słowak Peter Mikula, który pełnił funkcję do 30 września 2014. Jego następcą 2 października 2014 został Josef Doboš (po raz drugi w historii klubu, wcześniej był trenerem Unii krótkotrwale w 2009). Czech został zwolniony 23 października 2017. Tego samego dnia jego miejsce zajął Witold Magiera. 8 listopada 2017 szkoleniowcem został Czech Jiří Šejba, z którym rozwiązano kontrakt 28 grudnia 2018, a jego następcą został dotychczasowy asystent, Witold Magiera. W maju 2019 ogłoszono, że nowym trenerem został Słowak Roman Stantien, dyrektorem sportowym Waldemar Klisiak, a sponsorem tytularnym drużyny Unii przedsiębiorstwo Re-Plast. Wspomniany Stantien zrezygnował ze stanowiska na początku czerwca 2019.
W czerwcu 2019 głównym trenerem Unii Oświęcim został Słoweniec Nik Zupančič. Zrezygnował on z posady po kolejce z dnia 15 listopada 2020, gdy w trakcie spotkania w Toruniu otrzymał karę meczu za niesportowe zachowanie. 20 listopada 2020 jego następcą został ogłoszony Amerykanin Kevin Constantine. Po sezonie 2020/2021 w marcu 2021 ze stanowiska odszedł asystent głównego trenera Unii, Michal Fikrt. W kwietniu 2021 jako drugi trener został zaangażowany Piotr Sarnik. Pod koniec kwietnia 2021 ogłoszono angaż Kanadyjczyka Toma Coolena na stanowisko głównego trenera Unii. Po sezonie 2021/2022 odszedł on z klubu. Na początku lipca 2022 ogłoszono, że trenerem Unii ponownie został Nik Zupančič. W tym samym miesiącu jego asystentem został Krzysztof Majkowski. 23 grudnia 2024 z posady główny trenera Unii Oświęcim odszedł Nik Zupančič, a 4 stycznia 2025 jako jego następca został ogłoszony Fin Antti Karhula. Po sezonie 2024/2025 ów szkoleniowiec odszedł ze stanowiska.

## Kapitanowie

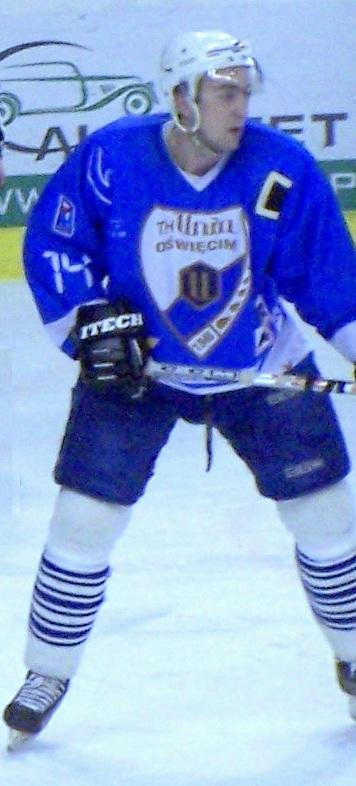
Jerzy Gabryś wieloletni kapitan Unii Oświęcim

- 1997/1998 -
- 1998/1999 -
- 1999/2000 -
- 2000/2001 -
- 2001/2002 -
- 2002/2003 - Waldemar Klisiak
- 2003/2004 - Waldemar Klisiak
- 2004/2005 - Waldemar Klisiak
- 2005/2006 - Waldemar Klisiak
- 2006/2007 - Waldemar Klisiak
- 2007/2008 - Jerzy Gabryś
- 2008/2009 -
- 2009/2010 - Waldemar Klisiak
- 2010/2011 - Waldemar Klisiak
- 2011/2012 - Miroslav Zaťko
- 2012/2013 - Jerzy Gabryś
- 2013/2014 - Marcin Jaros
- 2014/2015 - Jerzy Gabryś
- 2015/2016 - Jerzy Gabryś
- 2016/2017 - Peter Tabaček
- 2017/2018 - Jerzy Gabryś
- 2023/2024 - Krystian Dziubiński

## Kadra w sezonie2024/2025
Na podstawie materiału źródłowego:
| Bramkarze: - Robert Kowalówka - Linus Lundin - Filip Płonka Obrońcy: - Carl Ackered - Peter Bezuška - Raman Dziukau - Marcin Kolusz - Kacper Łukawski - Miłosz Noworyta - Kacper Prokopiak - Andreas Söderberg - Joonas Uimonen - Kalle Valtola - Jere Vertanen - Patryk Wajda |  | Napastnicy: - Erik Ahopelto - Krystian Dziubiński – kapitan - Radosław Galant - Ville Heikkinen - Anton Holm - Lauri Huhdanpää - Henry Karjalainen - Sebastian Kowalówka - Łukasz Krzemień - Christopher Liljewall - Jakub Łoza - Sam Marklund - Hampus Olsson - Daniel Olsson Trkulja - Adrian Prusak - Kamil Sadłocha - Michał Kusak |